# 32939 Nasimi
32939 Nasimi este o planetă minoră (asteroid) din centura de asteroizi. A fost descoperită pe 24 octombrie 1995 la Observatorul Kleť de Observatorul Kleť. 
Obiectul prezintă o orbită caracterizată de o semiaxă mare de 3,0502582 UAi, o excentricitate de 0,2, o înclinație de 2,20732 ° în raport cu ecliptica.